# ТЭ1Г
ТЭ1Г (газогенераторный ТЭ1) — опытная серия газогенераторных тепловозов, выпускавшихся в СССР на базе серийных ТЭ1. Из-за ряда конструктивных недостатков так и остались опытными, но результаты испытаний позволили получить сведения о расходе топлива локомотивными дизелями.

## Предыстория
Уже с появлением первых тепловозов, возник и вопрос о применении на них твёрдого топлива (уголь, антрацит), так как нефтедобывающая и нефтеперерабатывающая промышленности в то время были относительно слабо развиты, да и запасы нефти не были ещё толком разведаны. Также большие потребности в нефтепродуктах испытывали развивающиеся автотранспорт и авиация. Дальнейшее развитие сети дорог на тепловозной тяге потребовало бы не только увеличения потребности в моторной нефти (она служила топливом для тогдашних дизелей), но и решения вопроса о её доставке к тепловозным базам. И именно в СССР появились первые проекты газогенераторных локомотивов. Собственно, первым построенным магистральным газогенераторным локомотивом стал теплопаровоз ТП1, выпущенный в 1939 году Коломенским заводом. ТП1 был собран из паровоза ФД и представлял собой гибрид паровоза с тепловозом. Ещё одной главной особенностью данного локомотива являлась расположенная в тендере газогенераторная установка, работающая на антраците по прямому процессу. Производительность газогенератора составляла 4250 м³/ч при тепловой способности газа 1200 ккал/м³. 26 декабря того же года локомотив совершил первую обкатку, в ходе которой выяснилась неустойчивая работа двигателей. До начала военных событий работы по доводке теплопаровоза не были завершены, поэтому в 1942 году локомотив был разоборудован.
На основании результатов испытаний опытного теплопаровоза, в 1943 году инженером П. В. Якобсоном была предложена переделка на газогенераторное отопление одного из тепловозов Ээл. Согласно проекту, газогенераторная установка должна была располагаться в специальном тендере, а процесс газообразования происходил при более высокой температуре, нежели на ТП1 (900—1100 против 700 С°), что должно было повысить КПД установки. Также требовалась некоторая модернизация дизеля для увеличения объёма камеры сжатия, а на трубопроводе для подачи газа от газогенератора должен был быть установлен смеситель, который регулировал состав газовоздушной смеси в зависимости от нагрузки дизеля. Топливные насосы и форсунки при этом снимались за ненадобностью. КПД тепловоза ожидался 16—18 %. На основе этого предложения А. А. Пойда и П. В. Якобсон разработали эскизный проект газогенераторного тепловоза Ээл, после чего представило его руководству НКПС. По данному проекту, вместо перехода на полный цикл Отто, двигатель теперь должен был работать на смешанном топливе, то есть воспламенение газа осуществлялось за счёт вспышки запального жидкого топлива. При таком режиме двигатель 75 до 85 % теплоты получал от газа и 15—25 % от жидкого топлива. Такая схема позволяла избежать больших переделок дизеля и лишь незначительно снизить его КПД. В результате рассмотрения, проект был одобрен руководством НКПС, после чего конструкторскому бюро опытного завода ЦНИИ было выдано задание на разработку технического проекта. Проект был завершён, но переделку тепловоза Ээл так и не начали, так как в то время уже начался выпуск более современных ТЭ1.

## Постройка
Тогда в 1950 году ЦНИИ (Н. А. Фуфрянский, А. А. Пойда, П. В. Якобсон) разработал проект газогенераторного тепловоза ТЭ1. На сей раз, жидкое и газообразное топливо подавалось по разным клапанам, а образование рабочей смеси осуществлялось в самих цилиндрах дизеля, что позволяло отказаться от применения специального смесителя. В том же году институт изготовил газогенераторную установку и завершил работы по переделке на смешанное отопление тепловоза ТЭ1-20-187. Установка располагалась в специальной четырёхосной секции вагонного типа длиной 12,1 м и массой 70 т. Секция опиралась на две грузовые тележки ЦНИИ-Х3 с колёсами диаметром 950 мм. В августе начались стендовые испытания с первым газогенераторным тепловозом, который получил полное обозначение ТЭ1Г-20-187. В качестве твёрдого топлива использовался антрацит марки АМ.
В конце 1951 года ТЭ1Г-20-187 был направлен для испытаний на Приволжскую дорогу в депо Верхний Баскунчак. На этих испытаниях опытный тепловоз показал коэффициент полезного действия 14—16 %, а расход жидкого топлива составлял от 25 до 30 %, по сравнению с обычными ТЭ1. В связи с такими удовлетворительными результатами, Улан-Удэнский паровозовагоноремонтный завод по проекту ЦНИИ (ВНИИЖТ) начал работы по переоборудованию ТЭ1 и выпуску секций с газогенераторными установками. В 1952 году заводом были переделаны 5 тепловозов: № 114, 146, 176, 209, 210. Все они, как и № 187, были направлены для опытной эксплуатации в депо Верхний Баскунчак. На основании её результатов, Улан-Удэнский завод в 1954 году переоборудовал ещё 10 тепловозов (известно, что среди них были № 90—96), у которых в конструкции газогенераторных установок и дизелей были внесены изменения, позволившие повысить надёжность и долговечность отдельных деталей. Таким образом, всего в ТЭ1Г было переделано 16 тепловозов.

## Эксплуатация
В ходе эксплуатации в депо Верхний Баскунчак, ТЭ1Г расходовали в 5,5 раз меньше условного топлива на тонно-километр, нежели работавшие параллельно с ними паровозы ША. Однако выяснилось, что при обычной эксплуатации расход жидкого топлива был уже гораздо выше, чем на испытаниях, и достигал уже 35—40 % по сравнению с обычными ТЭ1. Причиной этого было то, что в отличие от испытаний, в реальной эксплуатации попросту невозможно поддерживать постоянный режим работы дизельного двигателя, а следовательно и газогенераторной установки. Также у ТЭ1Г был относительно небольшой максимальный пробег без пополнения запасов топлива и воды — 500 километров, тогда как у ТЭ1 он составлял 1200 километров. Но ещё большим недостатком оказалось угольная пыль, которой были насыщены генерируемые установкой газы. Эта пыль, действуя словно абразив, повреждала цилиндровые втулки, портила клапана, загрязняла моторное масло, тем самым приводя к повышенному износу шеек коленчатых валов, а также вызывала коррозию газовых трактов. Таким образом, нормальная эксплуатация дизелей была значительно осложнена. В результате тепловозы ТЭ1Г начали переделываться в обычные ТЭ1, либо отстраняли от работы, и уже в 1958 году их оставались единицы. Тем не менее, этими тепловозами заинтересовалась Китайская Народная Республика, которая попросила предоставить ей для опытов несколько локомотивов. В 1959 году на китайских железных дорогах были проведены совместные советско-китайские испытания двух тепловозов: ТЭ1Г−20-096 и ТЭ1Г−20-127. В качестве твёрдого топлива использовался антрацит из китайских месторождений. По окончании испытаний Министерство железнодорожного транспорта Китая приобрело один из этих тепловозов, присвоив ему обозначение NDQ-1.
Тем временем, с 1956 года в Советском Союзе начался массовый выпуск тепловозов ТЭ3 с двухтактными дизельными двигателями 2Д100 (дизель Д50 тепловозов ТЭ1 был четырёхтактным). Возможность работы на газе двухтактных дизелей требовала проведения дополнительных исследований, но эти испытания уже стали не актуальны, так как советская нефтеперерабатывающая промышленность на тот момент была достаточно развита, в связи с чем проблема снабжения железных дорог дизельным топливом была в основном решена. Всё это вместе с конструктивными и технологическими недостатками привело к тому, что работы по доводке газогенераторных тепловозов были прекращены. Тем не менее, данные исследования позволили изучить способы возможности экономии топлива, в том числе определить их недостатки.